# Anton Hueber (politik DNP)
Anton Hueber (27. května 1862 Perg – 27. ledna 1937 Salcburk) byl rakouský politik, na konci 19. a počátku 20. století poslanec Říšské rady.

## Biografie
Vychodil národní školu a působil jako umělecký a stavební tesař. Byl ředitelem Ústavu na podporu živností pro vévodství Salcbursko. Angažoval se v politice jako člen německých politických stran. Byl předsedou německého svobodomyslného národního svazu v Salcbursku a poslancem Salcburského zemského sněmu.
Na konci 19. století se zapojil i do celostátní politiky. Ve volbách do Říšské rady roku 1897 získal mandát v Říšské radě (celostátní zákonodárný sbor) za městskou kurii, obvod St. Johann, Wagrain, St. Veit atd. Za týž obvod obhájil mandát i ve volbách do Říšské rady roku 1901. Uspěl také ve volbách do Říšské rady roku 1907, konaných již podle všeobecného a rovného volebního práva, kdy byl zvolen v obvodu Salcbursko 3. Usedl do poslanecké frakce Německý národní svaz, do které se sloučily německé konzervativně-liberální a nacionální politické proudy. Mandát obhájil za týž obvod i ve volbách do Říšské rady roku 1911. Ve vídeňském parlamentu setrval až do zániku monarchie. K roku 1911 se profesně uvádí jako umělecký a stavební tesař.
V letech 1918–1919 zasedal jako poslanec Provizorního národního shromáždění Německého Rakouska (Provisorische Nationalversammlung), nyní za Německou nacionální stranu (DnP).